# Hyphantria cunea
Hyphantria cunea is een vlinder uit de familie van de spinneruilen (Erebidae), onderfamilie beervlinders (Arctiinae). De wetenschappelijke naam van de soort is voor het eerst geldig gepubliceerd in 1773 door Dru Drury.
Deze nachtvlinder komt van oorsprong voor in het Nearctisch gebied en is door introductie ook verspreid geraakt in vrijwel het gehele Palearctisch gebied. De soort is polyfaag en bekend om zijn enorme hoeveelheid verschillende waardplanten. Niet minder dan 636 verschillende soorten zijn als zodanig aangemerkt, daarmee wordt deze vlinder als insect met de grootste verscheidenheid aan waardplanten gezien.